# دولت أباد (نغار بردسير)
دولت أباد (بالإنجليزية: Dowlatabad, Negar)‏ هي مستوطنة تقع في إيران في البلدة المركزية. يقدر عدد سكانها بـ 148 نسمة .